# L'Instant d'après
L'Instant d'après är ett studioalbum av den kanadensiska sångaren Natasha St-Pier. Det gavs ut den 3 november 2003 och innehåller 13 låtar.

## Låtlista
| Nr  | Titel                           | Längd |
| --- | ------------------------------- | ----- |
| 1.  | Tant que c'est toi              | 6:24  |
| 2.  | Quand on cherche l'amour        | 3:36  |
| 3.  | Mourir demain                   | 3:37  |
| 4.  | Plus simple que ça              | 3:33  |
| 5.  | J'avais quelqu'un               | 3:23  |
| 6.  | Je te souhaite                  | 3:48  |
| 7.  | Chacun pour soi                 | 4:02  |
| 8.  | Pour le meilleur                | 3:06  |
| 9.  | Croire                          | 3:29  |
| 10. | J'oublie toujours quelque chose | 3:27  |
| 11. | Qu'y a-t-il entre nous?         | 3:43  |
| 12. | Juste un besoin de chaleur      | 3:29  |
| 13. | Quand aimer ne suffit pas       | 3:24  |

## Listplaceringar
| Lista               | Topplacering |
| ------------------- | ------------ |
| Belgien (Vallonien) | 6            |
| Frankrike           | 3            |
| Schweiz             | 14           |